# Pilocarpus trachylophus
Pilocarpus trachylophus är en vinruteväxtart som beskrevs av Edward Morell Holmes. Pilocarpus trachylophus ingår i släktet Pilocarpus och familjen vinruteväxter. Inga underarter finns listade i Catalogue of Life.